# Liste der denkmalgeschützten Objekte in Kvášňovice
Grundlage dieser Liste der denkmalgeschützten Objekte in Kvášňovice ist die ÚSKP-Liste (Ústřední seznam kulturních památek České republiky, deutsch Zentrale Liste der Kulturdenkmäler der Tschechischen Republik), die von der tschechischen Denkmalschutzbehörde NPÚ (Národní památkový ústav, deutsch Nationale Denkmalbehörde) seit 1987 geführt wird und an die seit dem Jahr 1850 geschaffenen Listen anschließt.

## Denkmalgeschützte Objekte nach Ortsteilen

### Kvášňovice
| Lage                                | Objekt                  | Beschreibung | ÚSKP-Nr.                  | Bild           |
| ----------------------------------- | ----------------------- | --- | ------------------------- | -------------- |
| Kvášňovice (Standort)               | Kirche St. Bartholomäus | Ein rechteckiges Gebäude mit einem versetzten, fünfeckigen Presbyterium und einem Turm in der Westfassade. Spätromanischer Sakralbau aus der ersten Hälfte des 13. Jahrhunderts mit gotischem Presbyterium, Mitte des 18. Jahrhunderts im Barockstil umgebaut. | 16619/4-3096 Info Katalog | weitere Bilder |
| Kvášňovice, Kvášňovice 1 (Standort) | Pfarrhaus               | Außergewöhnliche Architektur mit erhaltenen historischen Teilen in mehreren Bauabschnitten, mit barocker Inneneinrichtung, Eingangshalle mit Treppe und großer Halle im ersten Obergeschoss. Das Gebäude umgibt eine Barockmauer mit einem Tor.                | 51036/4-5251 Info Katalog | Pfarrhaus      |